# Grand Prix Formule 1 van San Marino 1996
De Grand Prix Formule 1 van San Marino 1996 werd gehouden op 5 mei 1996 in Imola.

## Uitslag
| Positie | Nr | Rijder                | Team               | Ronden | Tijd/Opgave         | Startplaats | Punten |
| ------- | -- | --------------------- | ------------------ | ------ | ------------------- | ----------- | ------ |
| 1       | 5  | Damon Hill            | Williams-Renault   | 63     | 1:35:26.156         | 2           | 10     |
| 2       | 1  | Michael Schumacher    | Ferrari            | 63     | +16.460             | 1           | 6      |
| 3       | 4  | Gerhard Berger        | Benetton-Renault   | 63     | +46.891             | 7           | 4      |
| 4       | 2  | Eddie Irvine          | Ferrari            | 63     | +1:01.583           | 6           | 3      |
| 5       | 11 | Rubens Barrichello    | Jordan-Peugeot     | 63     | +1:18.490           | 9           | 2      |
| 6       | 3  | Jean Alesi            | Benetton-Renault   | 62     | +1 ronde            | 5           | 1      |
| 7       | 10 | Pedro Diniz           | Ligier-Mugen-Honda | 62     | +1 ronde            | 17          |        |
| 8       | 7  | Mika Häkkinen         | McLaren-Mercedes   | 61     | Motor               | 11          |        |
| 9       | 20 | Pedro Lamy            | Minardi-Ford       | 61     | +2 rondes           | 18          |        |
| 10      | 22 | Luca Badoer           | Forti-Ford         | 59     | +4 rondes           | 21          |        |
| 11      | 6  | Jacques Villeneuve    | Williams-Renault   | 57     | Ophanging           | 3           |        |
| NF      | 9  | Olivier Panis         | Ligier-Mugen-Honda | 54     | Motor               | 13          |        |
| NF      | 18 | Ukyo Katayama         | Tyrrell-Yamaha     | 45     | Gespind             | 16          |        |
| NF      | 8  | David Coulthard       | McLaren-Mercedes   | 44     | Hydrauliek          | 4           |        |
| NF      | 16 | Ricardo Rosset        | Arrows-Hart        | 40     | Motor               | 20          |        |
| NF      | 17 | Jos Verstappen        | Arrows-Hart        | 38     | Hydrauliek          | 14          |        |
| NF      | 12 | Martin Brundle        | Jordan-Peugeot     | 36     | Gespind             | 12          |        |
| NF      | 15 | Heinz-Harald Frentzen | Sauber-Ford        | 32     | Remmen              | 10          |        |
| NF      | 21 | Giancarlo Fisichella  | Minardi-Ford       | 30     | Motor               | 19          |        |
| NF      | 14 | Johnny Herbert        | Sauber-Ford        | 25     | Elektrisch probleem | 15          |        |
| NF      | 19 | Mika Salo             | Tyrrell-Yamaha     | 23     | Motor               | 8           |        |
| NQ      | 23 | Andrea Montermini     | Forti-Ford         |        | 107% Regel          | 22          |        |

## Statistieken
| Pole-position | Michael Schumacher | Ferrari          | 1:26.890 |
| Snelste ronde | Damon Hill         | Williams-Renault | 1:28.931 |

## Noot
- Dit was de 25ste Grand Prix-start voor een Portugese coureur.

1981 · 1982 · 1983 · 1984 · 1985 · 1986 · 1987 · 1988 · 1989 · 1990 · 1991 · 1992 · 1993 · 1994 · 1995 · 1996 · 1997 · 1998 · 1999 · 2000 · 2001 · 2002 · 2003 · 2004 · 2005 · 2006